# Wolpertinger

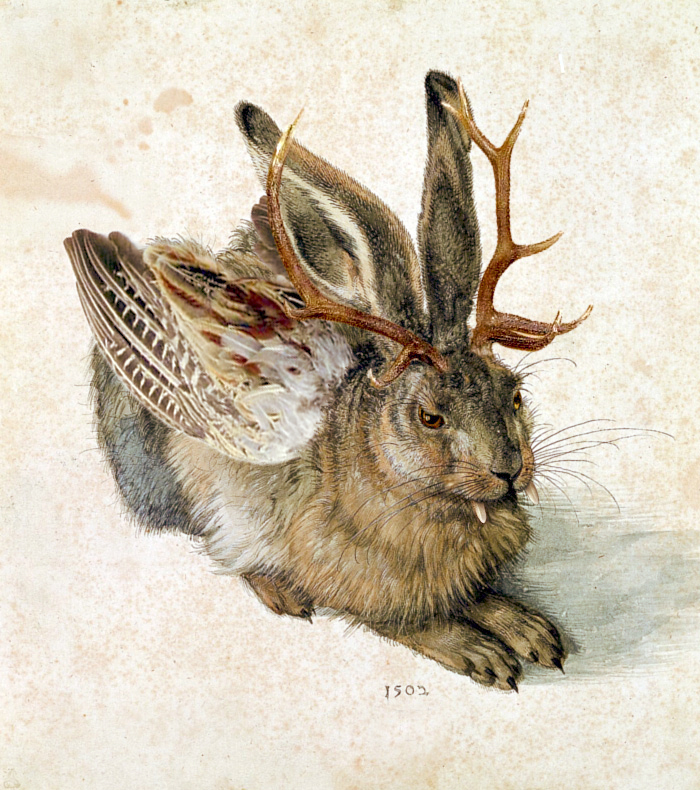
Een illustratie van een wolpertinger (illustratie op basis van een tekening van een haas door Albrecht Dürer)

De wolpertinger is een wezen uit de Beierse folklore. Andere namen voor het schepsel zijn: wolperdinger, poontinger of woiperdinger. Het zou een wezen zijn met lichaamsdelen van verschillende diersoorten.
De Wolpertinger zou net als tien andere fabeldieren leven in de Alpen en bossen in Beieren, Duitsland.

## Beschrijving
Het lichaam van de wolpertinger bestaat uit delen van verschillende dieren. Vaak heeft het vleugels, een gewei, een staart en hoektanden. In de meeste gevallen heeft het een konijnenhoofd, het lichaam van een eekhoorn, het gewei van een hert en de vleugels van een fazant.
Opgezette wolpertingers, samengesteld uit delen van werkelijk bestaande dieren, worden vaak tentoongesteld in herbergen of verkocht aan toeristen als souvenir. Het Deutsches Jagd- und Fischereimuseum in München heeft een permanente tentoonstelling over het wezen.
Er zijn andere wezens uit de Duitse folklore die wat weg hebben van de wolpertinger, zoals de "rasselbock", die uit het Thüringer Woud zou komen. De elwetritsch, uit de Paltsregio is een wezen uit Duitse folklore welke het best beschreven kan worden als een soort kip, soms met geweien. De Amerikaanse jackalope en de Zweedse skvader zijn wezens die wat weg hebben van de wolpertinger. De Oostenrijkse variant wordt de "raurakl" genoemd.